# Beatrix van Courtenay

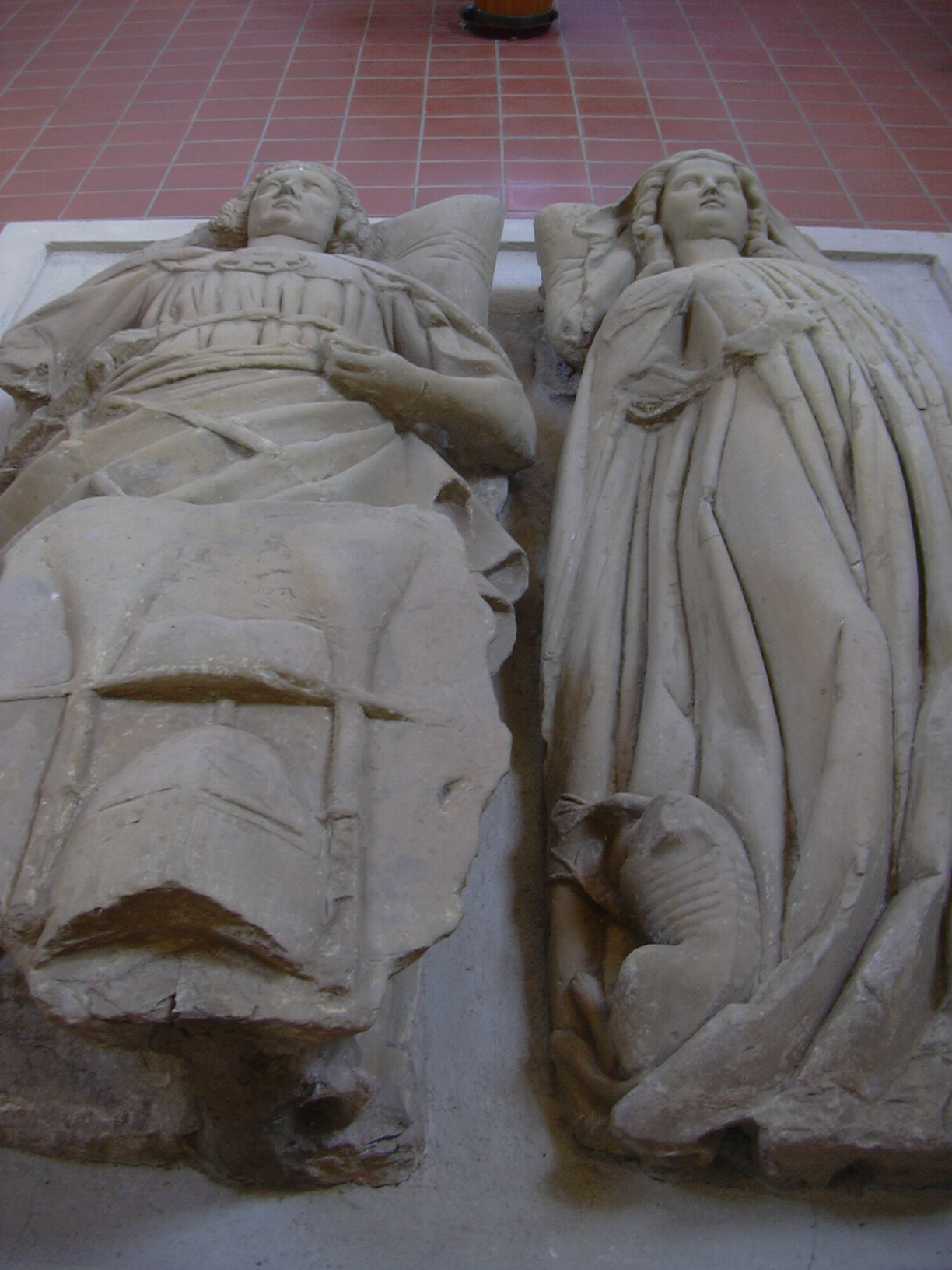
Grafsculptuur van Beatrix en haar man Otto van Botenlauben in het klooster Frauenroth

Beatrix van Courtenay (? - ca. 1245) was vrouwe van de heerlijkheid Jocelin in het koninkrijk Jeruzalem.

## Biografie
Beatrix van Courtenay werd geboren als de oudste dochter van Jocelin III van Edessa en Agnes van Milly. In oktober 1186 verloofde zij zich met Willem van Lusignan, een broer van Guy van Lusignan. In ruil voor zijn dochter, zou haar vader van Guy van Lusignan enkele gebieden krijgen in het koninkrijk Jeruzalem. Het huwelijk werd echter nooit voltrokken.
Rond 1205 leerde Beatrix van Courtenay ridder en de minstreel Otto van Botenlauben kennen. Ergens tussen 1206 en 1208 trouwde het paar. Samen verkochten zij de heerlijkheid Jocelyn aan de Duitse Orde en trokken ze weg uit het Heilige Land terug naar Otto's vaderland Duitsland. Samen kreeg het paar twee kinderen:
- Hendrik (-1235), kanunnik in Würzburg
- Otto (- na 1248), heer van Botenlauben en graaf van Hildenburg

Gedurende hun leven in het Duitse rijk woonde het echtpaar in het Slot Botenlauben. In 1231 stichtte Courtenay samen met haar man het Cisterciënzerklooster Frauenroth. Toen het echtpaar rond 1245 overleed werden ze in dit klooster begraven.